# Mitchell Dodds
Mitchell Dodds (* 3. Juli 1989 in Brisbane, Queensland) ist ein australischer Rugby-League-Spieler. Er spielt in der National Rugby League (NRL) für die Brisbane Broncos.

## Karriere
Dodds spielte anfangs Rugby für die Capalaba Warriors, ein Farmteam der Wynnum-Manly Seagulls, die wiederum ein Farmteam der Brisbane Broncos sind. 2008 spielte er erstmals für die U-20-Mannschaft der Broncos in der National Youth Competition, in der die Broncos im Finale gegen die Canberra Raiders verloren. 2009 spielte er erneut für die U-20-Broncos, spielte aber nebenbei auch weiterhin für die Seagulls im Queensland Cup.
2010 hatte er sein NRL-Debüt für die Broncos in Runde 1 gegen die North Queensland Cowboys. Im restlichen Verlauf der Saison nahm er abgesehen von einem Spiel in Runde 4 an allen Spielen teil, legte aber in keinem der 23 Spiele einen Versuch. 2011 absolvierte er 13 Spiele für die Broncos, in denen er erneut keinen einzigen Versuch legte. Parallel dazu spielte er weiterhin für die Seagulls im Queensland Cup. 2012 absolvierte er 10 Spiele, in denen er ebenfalls keine Versuche legte. Er spielte weiterhin für die Seagulls.
2013 absolvierte er zunächst einige Spiele für die Broncos, bevor er in Runde 4 aus dem Kader genommen wurde und erst in Runde 12 wieder spielte. Eine Woche später, in Runde 13, legte er seinen ersten NRL-Versuch gegen die Canberra Raiders. In Runde 21 erlitt er einen Kreuzbandriss und war deswegen 16 Monate lang spielunfähig.
2015 spielte er für die Broncos in dem World-Club-Series-Spiel gegen die Wigan Warriors. Sein Start in die NRL 2015 wurde schnell unterbrochen, da er sich in Runde 1 eine Wadenverletzung zuzog und deswegen für drei Wochen ausfiel. Er kehrte in Runde 5 gegen die Gold Coast Titans zurück und legte zwei Versuche.